# Енген (Німеччина)
Енген (нім. Engen) — місто в Німеччині, знаходиться в землі Баден-Вюртемберг. Підпорядковується адміністративному округу Фрайбург. Входить до складу району Констанц.
Площа — 07733 км2. Населення становить 10 942 ос. (станом на 31 грудня 2020).

## Географія

### Адміністративний поділ
Місто складається з таких районів:
| Герб        | Назва         | Населення (Станом на: 2007) | Площа   |
| ----------- | ------------- | --------------------------- | ------- |
| Engen       | Енген (центр) | 6 028                       | 1382 га |
| Anselfingen | Анзельфінген  | 898                         | 837 га  |
| Bargen      | Барген        | 253                         | 700 га  |
| Biesendorf  | Бізендорф     | 163                         | 569 га  |
| Bittelbrunn | Біттельбрунн  | 323                         | 825 га  |
| Neuhausen   | Нойгаузен     | 586                         | 485 га  |
| Stetten     | Штеттен       | 244                         | 533 га  |
| Welschingen | Вельшинген    | 1 445                       | 981 га  |
| Zimmerholz  | Циммерольц    | 332                         | 741 га  |